# Misión sui iuris de Tokelau
La misión sui iuris de Tokelau (en latín: Missio sui iuris Tokelauna y en inglés: Mission sui iuris of Tokelau) es una circunscripción eclesiástica de la Iglesia católica en Tokelau. Se trata de una misión sui iuris latina, inmediatamente sujeta a la Santa Sede y agregada a la provincia eclesiástica de la arquidiócesis de Samoa-Apia. Desde el 21 de diciembre de 2024 su superior es el arzobispo Mosese Vitolio Tui, de la Pía Sociedad de San Francisco de Sales.

## Territorio y organización
La misión sui iuris tiene 10 km² y extiende su jurisdicción sobre los fieles católicos de rito latino residentes en Tokelau, un territorio dependiente de Nueva Zelanda.
La sede de la misión sui iuris se encuentra en el atolón de Nukunonu, en donde se encuentra la iglesia del Sagrado Corazón. 
En 2022 en la misión sui iuris existían 2 parroquias, la iglesia del Sagrado Corazón, en Nukunonu; y la iglesia de Nuestra Señora del Sagrado Corazón, en el atolón de Fakaofo.

## Historia
Desde el descubrimiento de la isla por los europeos en 1841, los misioneros católicos realizaron varios intentos de llegar a Tokelau desde la isla Wallis entre 1845 y 1863. El primer bautismo católico se realizó en 1863 a un adulto y tres niños, y varios más se llevaron a cabo poco después. El padre Didier vivió en el país de 1883 a 1890, año en que falleció en el mar. Dos ancianos educados en Samoa actuaron como catequistas a partir de 1904, y otros continuaron su función con el tiempo. La Iglesia católica permitió que la música y la danza tradicionales se incorporaran al ritual religioso católico, lo que contribuyó a sus esfuerzos por convertir a la población.
La misión sui iuris fue erigida por el papa Juan Pablo II el 26 de junio de 1992, tras la división de la arquidiócesis de Samoa-Apia y Tokelau, de donde también se originó la arquidiócesis de Samoa-Apia.
En 2015 el papa Francisco confió la misión al cuidado pastoral de la arquidiócesis de Samoa-Apia.

## Estadísticas
Según el Anuario Pontificio 2023 la misión sui iuris tenía a fines de 2022 un total de 650 fieles bautizados.
| Año                                                                             | Población            | Población | Población      | Sacerdotes | Sacerdotes    | Sacerdotes    | Bautizados por sacerdote | Diáconos permanentes | Religiosos | Religiosos | Parroquias |
| Año                                                                             | Bautizados católicos | Total     | % de católicos | Total      | Clero secular | Clero regular | Bautizados por sacerdote | Diáconos permanentes | Varones    | Mujeres    | Parroquias |
| ------------------------------------------------------------------------------- | -------------------- | --------- | -------------- | ---------- | ------------- | ------------- | ------------------------ | -------------------- | ---------- | ---------- | ---------- |
| 1999                                                                            | 530                  | 1650      | 32.1           | 1          | 1             |               | 530                      | 1                    |            | 3          | 2          |
| 2000                                                                            | 520                  | 1650      | 31.5           | 1          | 1             |               | 520                      | 1                    |            | 3          | 2          |
| 2001                                                                            | 510                  | 1650      | 30.9           | 1          | 1             |               | 510                      | 1                    |            | 3          | 2          |
| 2002                                                                            | 500                  | 1650      | 30.3           | 1          | 1             |               | 500                      | 1                    |            | 3          | 2          |
| 2003                                                                            | 500                  | 1650      | 30.3           | 1          | 1             |               | 500                      | 1                    |            |            | 2          |
| 2004                                                                            | 500                  | 1650      | 30.3           | 1          | 1             |               | 500                      | 1                    |            |            | 2          |
| 2007                                                                            | 500                  | 1450      | 34.4           | 1          | 1             |               | 500                      | 1                    |            |            | 2          |
| 2010                                                                            | 500                  | 1440      | 34.7           | 1          | 1             |               | 500                      | 1                    |            |            | 1          |
| 2014                                                                            | 533                  | 1383      | 38.5           | 1          | 1             |               | 533                      | 1                    |            |            | 2          |
| 2017                                                                            | 535                  | 1390      | 38.5           | 2          | 1             | 1             | 267                      | 2                    | 2          |            | 2          |
| 2020                                                                            | 535                  | 1390      | 38.5           | 2          | 1             | 1             | 267                      | 2                    | 2          |            | 2          |
| 2022                                                                            | 650                  | 1373      | 47.3           | 3          | 1             | 2             | 216                      | 2                    | 2          |            | 2          |
| Fuente: Catholic-Hierarchy, que a su vez toma los datos del Anuario Pontificio. |                      |           |                |            |               |               |                          |                      |            |            |            |

## Episcopologio
- p. Patrick Edward O'Connor † (26 de junio de 1992-6 de mayo de 2011 retirado)
- p. Oliver Pugoy Aro, M.S.P. (6 de mayo de 2011-22 de diciembre de 2015 cesado)
- Alapati Lui Mataeliga † (22 de diciembre de 2015-25 de abril de 2023 falleció)[nota 2][nota 3]
- Mosese Vitolio Tui, S.D.B., desde el 21 de diciembre de 2024